# Locus Ferentinum
Il Locus Ferentinum (chiamato in lingua latina anche Lucus Ferentinae, o semplicemente Ferentinum; in lingua italiana Ferento, Ferentino o Foro della Ferentina) è stata la sede delle riunioni periodiche della Lega Latina dopo la distruzione della capitale latina di Alba Longa nel VI secolo a.C. Questo sito archeologico, situato certamente sui Colli Albani in provincia di Roma, è stato collocato comunemente presso Marino, anche se recentemente è stata proposta la sua ubicazione presso Cecchina.

## Storia
Il toponimo è collegato al culto della dea indiges Ferentina, venerata come divinità dell'acqua e della fertilità presso il bosco Ferentano, che ancora mantiene il suo nome. Il nome di "Ferentina" deriverebbe dal verbo latino "fero", "produco", sicché è traducibile "colei che è fruttuosa".
Sebbene le memorie riguardanti il Locus Ferentinum non siano anteriori alla distruzione di Alba Longa, lo storico ed archeologo ottocentesco Girolamo Torquati ha ipotizzato che il Ferentinum possa essere stato il foro dell'antica capitale latina. Il Torquati, supportato dall'archeologo Antonio Nibby, collocherebbe infatti Alba sul lato orientale del lago Albano ai piedi del Monte Cavo, interpretando alla lettera la definizione di Dionigi di Alicarnasso, che parla della capitale latina come fondata "vicino ad una montagna e ad un lago, occupando lo spazio tra i due". Perciò Ferentinum si sarebbe trovato all'esterno della città, ma sufficientemente vicino a questa per poter essere il suo foro: l'usanza di costruire il foro esterno alla città era comune anche ad altre popolazioni italiche e si riscontra in altri siti archeologici. Ad oggi comunque l'opinione più comune colloca Alba Longa sul lato meridionale del lago, tra il Colle dei Cappuccini presso Albano Laziale ed il convento di Santa Maria ad Nives di Palazzolo in comune di Rocca di Papa.
La prima occasione in cui gli storiografi antichi parlano del Locus Ferentinum è a proposito di una riunione convocata nel 651 a.C. dai delegati della Lega Latina per discutere del crescente strapotere di Tarquinio il Superbo: al primo giorno di riunione, assente Tarquinio, il delegato di Aricia Turno Erdonio tenne un violento discorso contro il sovrano romano, che non appena arrivò pensò bene di punire l'aricino facendolo gettare da una rupe nella vicina sorgente del Caput Aquae Ferentinum, e poiché non era morto ordinò ai suoi schiavi di lapidarlo.
Altre riunioni della Lega Latina si tennero a Ferentinum nel 500 a.C., nel 499 a.C., nel 498 a.C., nel 488 a.C. ed infine nel 347 a.C.

## Descrizione
| Mappa del Latium vetus e del Latium adiectum |
| --- |
| Castriminium Vulturnum Savo Vescia Sinuessa Minturnae Caieta Spelunca Interamna Venafrum Atina Casinum Aquinum Fregellae Arpinum Sora Alatrium Cepeatae Verulae Frusino Fabrateria Vetus Setia Norba Cora Astura Lavinium Artena Tolerium Formiae Suessa Aurunca Teanum Rufrium Fundi Anxur Circeii Privernum Satricum Ferentinum Anagnia Signia Ardea Velitrae Lanuvium Aricia Antium Samnium Campania Latium vetus |

### Resti archeologici
A Marino, in località Prato della Corte, oggi rimane ben poco del Locus Ferentinum: nell'Ottocento durante le operazioni di scasso di alcune vigne furono rinvenuti una galleria di busti in terracotta, in parte distrutta ed in parte venduta dagli scopritori, alcuni locali intonacati, identificati dallo storico ed archeologo Girolamo Torquati con le abitazioni dei delegati della Lega Latina, infine una fontana ricca di ornamenti, quasi sicuramente collegata al vicino acquedotto di Pozzo Calvino sito in comune di Grottaferrata, ed altri resti riconducibili ad una villa romana di età imperiale appartenente alla gens Servilia, come testimoniato da una smozzicata epigrafe ivi rinvenuta:
Nella parte di nord-est della spianata identificata con il sito archeologico furono rinvenuti fibule di metallo e vasi di terracotta, il tutto oggi disperso o peggio distrutto.
L'analisi archeologica e topografica compiuta a Cecchina ha evidenziato qui la presenza di un abitato a costante continuità di vita dall'età del Bronzo fino all'età repubblicana, il cui confronto con le fonti letterarie ha permesso di identificare con l'antica Ferentina. Questa cittadella sorgeva fin dall'epoca arcaica all'interno del territorio di Ariccia ed a non molta distanza dalla città volsca di Corioli (oggi Monte Giove). Tra gli importanti ritrovamenti archeologici effettuati a Cecchina nel corso del Novecento ricordiamo l'abitato dell'età del Ferro venuto alla luce negli anni settanta lungo Via Perlatura e la necropoli arcaica di Via Lazio, rimasta inedita per molti anni. Questo in particolare fu il luogo dove venne ucciso Turno Erdonio per mano di Tarquinio il Superbo, in occasione di una riunione della Lega Latina alla fine del VI secolo a.C., a causa della sua opposizione nei confronti del re di Roma. Le tombe a fossa restituirono circa 20 scheletri ammassati tra loro e privi dei crani, i quali vennero rinvenuti in una fossa circolare a parte, segno evidente di un'esecuzione capitale. A breve distanza si trova lo sbocco dell'emissario di Nemi a Cecchina, identificabile con il caput aquae Ferentinae riportato dagli storici e presso il quale venne ucciso Turno. Da segnalare infine il celebre tempio di Valle Ariccia, rinvenuto subito al di sotto del costone di tufo di Via Perlatura, nel lato verso Cecchina, il quale ha restituito le bellissime statue in terracotta di tre divinità femminili (Cerere, Proserpina ed appunto Ferentina) oggi conservate nel Museo delle Terme a Roma.